# OCEAN TRIBE
OCEAN TRIBE（オーシャン・トライブ）は、BAYFMで土曜日・日曜日の朝に放送されているラジオ番組である。

## 概要
元来bayfmの開局である1989年10月から当該時間には『TOKYO BAY MORNING』が放送されていた。この番組は全番組で同一のタイトルを用いていたが、週末版では波情報等を伝えるコーナーがある等、週末向けレジャー情報をメインに伝えていた。94年には『TOKYO BAY MORNING〜ACTIVE WEEKEND〜』に、2001年には『BAY MORNING〜ACTIVE WEEKEND〜』と改題するが、終了するまで大きく内容が変わることはなかった。
2004年の春、14年半続いた『（TOKYO）BAY MORNING〜ACTIVE WEEKEND〜』が終了、代わって高島保がDJを務める『SURFSIDE BREEZE』（サーフサイド・ブリーズ）に変わる。番組名もよりサーファーを意識したものへ変わったほか、6:00 - 7:52の放送時間内で波情報・天気予報・交通情報をより細かく伝える編成となった。
2007年4月、放送時間が大きく変わり5:00 - 5:57の枠でDJ TSUYOSHIによる当番組が開始。また、6:00 - 7:52には『POWER BAY WEEKEND』が誕生した。
2009年4月、新たに週末番組が再編。5:00 - 7:55が『MORNING GROOVE』となった。『OCEAN TRIBE』は放送枠をそのままに『MORNING GROOVE』のインサート形式（フロート番組）となる。
2011年8月、土曜日に『HEART LUCK』が開始になることから、再び再編。『MORNING GROOVE』は日曜朝のワイド番組としてリニューアルし、当番組は5:00 - 6:30に拡大する形で今に至る。
番組はサーファーであるDJ TSUYOSHIによる、海を愛するすべての人たち＝Sea Loversにお届けする、マリンスポーツプログラムと標榜しており、これまで通りレジャー情報を押さえながらもマリンスポーツ関連のゲストやお店情報なども届ける。
また、番組内では銚子・勝浦・館山・京葉（千葉）・横浜・三浦（油壷）・湘南・大洗の各港干満と汐周りを紹介する。
2025年4月より放送曜日を日曜日のみに集約（土曜日は「HEARTLUCK」を朝5時から放送）され、放送時間も5:00 - 8:00（但し、6:15 - 6:30まで「今旬!いいもの百貨店」が内包されている）までに変更された。

## 番組の変遷・主な出来事
- 2007年4月 - 土・日の5:00 - 5:57で放送開始。
- 2009年4月 - 『MORNING GROOVE』に内包。『OCEAN TRIBE』としての放送は5時台のみであるが、DJ TSUYOSHIはそのまま6・7時台も高橋佳子や桜井せなと番組を担当。
- 2011年8月 - 土・日の5:00 - 6:30に独立。以後はラジオショッピングの有無で放送時間が大きく変わる。
- 2025年4月 - 日曜日のみに集約され、5:00 - 8:00までの放送に変更。

## DJ
- DJ TSUYOSHI（ディージェー・ツヨシ） - 東京都新島出身。サーファーかつクラブDJでもある[1]
- 香山 千里（かやま・ちさと） - 5時台のWeather Updates担当。平日の『AWAKE』ともども「ウェザーニューズの・・・」と呼び込みされるが、厳密にはウェザーニューズとの契約であり本来はK’s Factory所属のフリーアナウンサー。そのため、ウェザーニュースLiVE（旧：SOLiVE24）キャスターとはまた異なる。

## 関連番組
- MOZAIKU NIGHT 水曜日 - DJのイマヤスやディレクターと親交があり、しょっちゅうこの番組やDJ TSUYOSHIがネタにされた。